# Secuieni (Bacău)
Secuieni is een Roemeense gemeente in het district Bacău.
Secuieni telt 213222 inwoners.